# Alpha-lactalbumine
L'α-lactalbumine est une protéine du lactosérum, présente à raison de 1,2 g/L dans le lait de vache. C'est une holoprotéine comportant 123 acides aminés, pour une masse de 14,2 kDa. Ses 8 résidus cystéine engendrent la formation de 4 ponts disulfures. Elle possède une forte affinité pour le calcium.
Le fragment  50-53 de l'α-lactalbulmine (Tyr-gly-leu-phe) est appelé α-lactorphine, c'est un peptide opioïde et inhibiteur de l'enzyme de conversion (hypotenseur). Son effet opioïde est toutefois très faible : il serait 300 fois plus faible que celui de la β-casomorphine 1-5.

## Séquence
```
EQLTKCEVFR ELKDLKGYGG VSLPEWVCTT FHTSGYDTEA IVENNGSTDY GLFQINNKIW CKNDQDPHSS NICNISCDKF 
1        10         20         30         40         50         60         70         80
LNNDLTNNIM CVKKILDKVG INYWLAHKAL CSEKLNQWLC EKL
81       90         100        110        120 123
```

Le variant B, le plus abondant, est représenté. Le variant A n'en diffère que d'un acide aminé, l'arginine en 10e position étant remplacée par la glutamine.